# 细叶韭
细叶韭（学名：Allium tenuissimum）为葱科葱属的植物。分布在西伯利亚、蒙古以及中国大陆的内蒙古、河北、山西、宁夏、河南、陕西、山东、四川、黑龙江、吉林、辽宁、浙江、江苏、甘肃等地，生长于海拔100米至2,000米的地区，常生长在山坡、草地以及沙丘上，目前已由人工引种栽培。

## 别名
细丝韭，丝葱

## 异名
- Allium tenuissimum L. var. nalinicum Sh. Chen